# Katharine Gatty
Pour les articles homonymes, voir Gatty.
Katharine Gatty, née le 11 juin 1870 à Ferozopur et décédée le 1er mai 1952, est une infirmière, journaliste, conférencière et suffragette britannique.

## Biographie
D'origine irlandaise par sa mère, Emma Katharine Gatty est née au Bengale en Inde. Elle est la fille d'Emma Rebecca, née Collum (1844-1929) et du capitaine Edward Gatty (1837-1872) du 39e (Dorsetshire) Regiment of Foot, régiment d'infanterie de l'armée britannique,.
En 1881, elle vit avec sa mère veuve à Hammersmith, quartier de Londres. À l’âge de dix-huit ans, elle commence une carrière d’infirmière libérale. En 1889, elle participe à la grande grève des dockers. Elle suit une formation d'infirmière au début des années 1920, et obtient son diplôme en 1924. Elle est toujours inscrite au registre des infirmières en 1934.
Après avoir rejoint la branche d'Ealing de l'Union sociale et politique des femmes (WSPU), Katharine Gatty devient une suffragette militante, reconnue notamment pour s’être enchaînée aux grilles de Hyde Park,.
En janvier 1893, elle se marie avec William Lewis Reid (1858-1923) de la famille d'orfèvres Reid & Sons, à l'église St Mary's d'Islington. Leur fille Eve Lewis Reid est née en décembre 1893. En 1911, le couple divorce, et Katharina Gatty est accusée d'adultère, à la suite de sa relation avec John Manson entre 1897 et 1910. 
Katharina Gatty et John Manson semblent avoir vécu ensemble pendant de nombreuses années. Katharina Gatty revendique également la maternité de leur enfant né en 1898. En 1915, elle se marie avec Ernest Lucas Gillett (1882-1954), un commis de la fonction publique. Le couple adopte le nom de famille Gillett-Gatty.
En 1937, Katharine Gatty s’installe en Californie, avant d'émigrer à Strathfield, en Nouvelle-Galles du Sud, en Australie, dès 1947. Elle décède en 1952 à l'âge de 81 ans. Dans son testament, elle fait don de ses yeux à deux personnes aveugles.
Les archives de la Women's Library de la London School of Economics conservent douze de ses lettres envoyées depuis la prison de Holloway.

## Droit de vote des femmes
Dans la publication des suffragettes, Votes For Women, Katharine Gatty est décrite comme une journaliste et une conférencière. En 1908, elle participe comme déléguée au Congrès international des femmes à Amsterdam. En 1909, la militante est emprisonnée pour la première fois à la prison de Holloway pour une durée d’un mois.

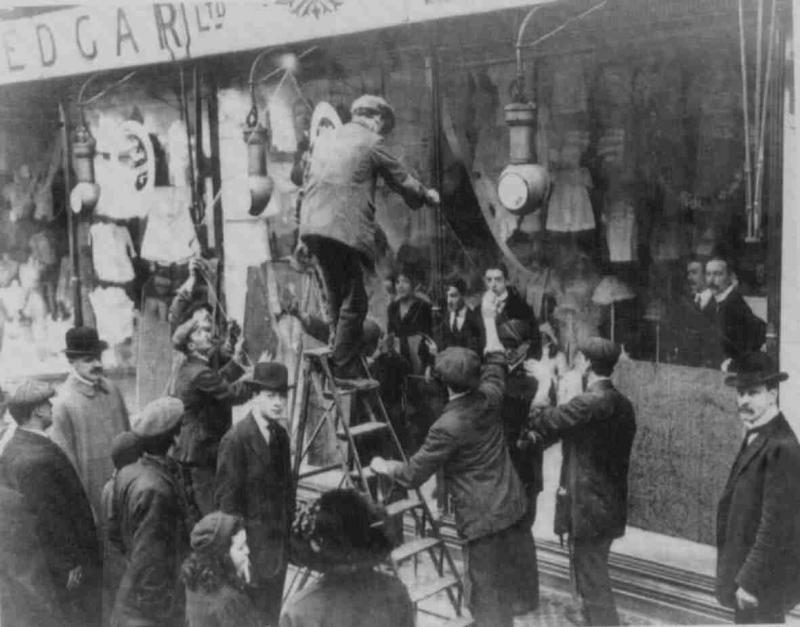
Vitrines brisées lors d'une manifestation de militantes féministes britanniques pour le droit de vote des femmes au Royaume-Uni, vers 1910.

En 1911, Katharine Gatty est membre salariée de la Women's Tax Resistance League à Londres. En novembre de la même année, elle est condamnée à trois semaines d'emprisonnement dans la prison de Holloway, après avoir participé à la destruction de vitrines, en réponse à la décision du gouvernement de ne pas prendre en compte le projet de loi de conciliation prévu ou Conciliation Bill, et considéré comme une étape progressive vers l'obtention du droit de vote pour les femmes.
En tant que membre éminente de l'Union sociale et politique des femmes (WSPU), elle reçoit de l’organisation la médaille de la grève de la faim après avoir entamé une grève de la faim en prison, au cours de laquelle elle a été gavée de force,.
En janvier 1912, elle est à nouveau arrêtée pour trouble à l’ordre public, alors que des militantes viennent d’être exclues du procès de son amie proche, la suffragette Emily Davison. Elle est libérée sans inculpation,,.
En mars 1912, elle participe à une nouvelle campagne de cassage de vitres au nom de la WSPU. Elle est condamnée à une peine de six mois de prison pour avoir brisé du verre d'une valeur de 42 livres. Lors de son procès, elle déclare que les hommes sont autorisés à briser le cœur et le foyer des femmes sans être punis, et compare la dureté de sa peine pour des dommages matériels mineurs, à celle de deux mois de prison écopée par un homme d'Edimbourg pour avoir brisé le crâne de sa femme. Selon elle, la propriété a plus de valeur aux yeux de la loi qu'une personne.
Sa signature figure parmi celles brodées sur le Mouchoir des suffragettes (The Suffragette Handkerchief in Holloway Prison), conservé par une autre prisonnière, Mary Ann Hilliard.
En avril 1912, Katharine Gatty entame une nouvelle grève de la faim de six jours. En juin de la même année, elle entame de nouveau une grève de la faim, avant d’être nourrie de force à treize reprises,.
À sa sortie de prison en août 1912, Katharine Gatty est immédiatement arrêtée pour avoir brisé une vitre au bureau de poste d'Abergavenny au Pays de Galles. Un acte qu’elle justifie pour protester contre l'exclusion des femmes des listes officielles, tel que le registre électoral. Elle est alors condamnée à un mois de prison avec travaux forcés. Cet emprisonnement aura de graves conséquences sur sa santé.
À la fin de 1912, Katharine Gatty devint secrétaire du Suffrage Atelier, un collectif d'artistes engagées afin de soutenir le mouvement pour le suffrage des femmes.
En 1913, Katharine Gatty est organisatrice pour le Syndicat national fusionné des vendeurs, magasiniers et commis, tandis que dans les dernières années de sa vie, elle développe des liens avec le Parti communiste. Elle correspond alors régulièrement avec la journaliste et militante Anna Louise Strong.
Lors de ses années de militantisme, elle est emprisonnée à neuf reprises pour ses actions en faveur du droit de vote des femmes et du mouvement pour l'abolition de la peine capitale.

## Activisme
Katharine Gatty est une membre active du Comité international de coordination de l'aide à l'Espagne républicaine, et l’une des organisatrices du Parti coopératif en Angleterre, en plus d'être une défenseuse de longue date du Home Rule irlandais,.
C'est à cette période, qu’elle entame une correspondance avec la militante du socialisme et de la révolution sexuelle de Hildegart Rodríguez Carballeira.
En septembre 1934, Katharine Gatty représente l'Action féministe internationale, et assiste à une conférence sur "l'Éthiopie et la justice" organisée par Sylvia Pankhurst au Central Hall de Westminster.